# Roxana McGowan
Roxana McGowan (15 de março de 1897 – 22 de novembro de 1976) foi uma atriz norte-americana. Sua carreira cinematográfica durou pouco, foi entre 1917 a 1919.

## Biografia
Nascida em Chicago, Illinois, seus pais foram Major e L. McGowan. McGowan foi um atriz de várias comédias de Mack Sennett durante a era do cinema mudo. Seus filmes incluem Her Screen Idol (1918), com Ford Sterling e Louise Fazenda, Villa of the Movies (1917), The Summer Girls (1918), Two Tough Tenderfeet (1918), She Loved Him Plenty (1918), e When Love Is Blind (1919), neste caso, desempenhando um papel sem créditos.
McGowan foi casada com John M. Stahl, um diretor de cinema proeminente que conhecera nos estúdios Tiffany Pictures. Mais tarde, casou-se com o ator e diretor Albert Ray. O casal teve dois filhos, Albert e Roxana.
Roxana McGowan faleceu em Santa Mônica, na Califórnia em 1976, de uma arteriosclerose crônica com envolvimento cardíaca.